# 富加和巴里讷夫
富加和巴里讷夫（法語：Fougax-et-Barrineuf，法語發音：[fuɡa e baʁinœf]）是法国阿列日省的一个市镇，属于富瓦区。该市镇2009年时的人口为436人。

## 人口
富加和巴里讷夫人口变化图示
| 数据来源：INSEE |